# Liste de groupes de metal industriel
Cet article présente une liste de groupes de metal industriel.

## 0-9
| 16volt | États-Unis |

Début de page

## A
| Aborym,               | Italie      |
| American Head Charge, | États-Unis  |
| Anaal Nathrakh        | Royaume-Uni |

Début de page

## B
| The Berzerker      | Australie  |
| Black Light Burns, | États-Unis |

Début de page

## C
| The CNK,     | France      |
| Coal Chamber | États-Unis  |
| Combichrist, | Norvège     |
| Crossbreed   | États-Unis  |
| Cubanate     | Royaume-Uni |

Début de page

## D
| Dagoba,           | France     |
| Deadstar Assembly | États-Unis |
| Deathstars,       | Suède      |
| D'espairsRay      | Japon      |
| Device,           | États-Unis |
| Dirty Shirt       | Roumanie   |
| Dope,             | États-Unis |

Début de page

## E
| Eisbrecher, | Allemagne |

Début de page

## F
| Fear Factory, | États-Unis |
| Filter        | États-Unis |

Début de page

## G
| Genitorturers, | États-Unis  |
| Godflesh,      | Royaume-Uni |
| Gothminister   | Norvège     |
| Gravity Kills, | États-Unis  |

Début de page

## H
| Hanzel und Gretyl, | États-Unis |

Début de page

## J
| Jenx, | France      |
| Jesu, | Royaume-Uni |

Début de page

## K
| Karelia                | France      |
| Killing Joke,          | Royaume-Uni |
| KMFDM,                 | Allemagne   |
| Knorkator              | Allemagne   |
| The Kovenant           | Norvège     |
| Kreator (années 1990), | Allemagne   |
| Die Krupps,            | Allemagne   |

Début de page

## L
| Lindemann | Allemagne / Suède |

Début de page

## M
| Marilyn Manson,     | États-Unis |
| Mass Hysteria,      | France     |
| Mind Driller        | Espagne    |
| Ministry,           | États-Unis |
| Mnemic,             | Danemark   |
| Morgoth             | Allemagne  |
| Motionless in White | États-Unis |
| Motograter          | États-Unis |
| Murder Inc.         | États-Unis |
| Mushroomhead,       | États-Unis |

Début de page

## N
| Nerve            | Pays-Bas   |
| Nine Inch Nails, | États-Unis |

Début de page

## O
| Oomph!,  | Allemagne |
| Ostfront | Allemagne |

Début de page

## P
| Pain,            | Suède       |
| Pitchshifter,    | Royaume-Uni |
| Powerman 5000,   | États-Unis  |
| Prime Sinister   | France      |
| Prong,           | États-Unis  |
| Proton Burst     | France      |
| Punish Yourself, | France      |

Début de page

## R
| Rammstein,      | Allemagne             |
| Raubtier,       | Suède                 |
| Raunchy         | Danemark              |
| Red Harvest,    | Norvège               |
| Revolting Cocks | États-Unis / Belgique |

Début de page

## S
| Samael,                 | Suisse           |
| Shaârghot               | France           |
| Shihad                  | Nouvelle-Zélande |
| Shining,                | Norvège          |
| Skinny Puppy,           | Canada           |
| Skrew,                  | États-Unis       |
| Spherical Unit Provided | France           |
| Spineshank              | États-Unis       |
| Stabbing Westward,      | États-Unis       |
| Stahlmann               | Allemagne        |
| Static-X,               | États-Unis       |
| Strapping Young Lad,    | Canada           |
| StrommoussHeld          | Pologne          |
| Sub Dub Micromachine,   | Allemagne        |
| Sybreed,                | Suisse           |

Début de page

## T
| Therapy?         | Royaume-Uni |
| Treponem Pal,    | France      |
| Turmion Kätilöt, | Finlande    |
| Two,             | Royaume-Uni |

Début de page

## W
| White Zombie, | États-Unis |

Début de page

## Z
| Zeromancer | Norvège |

Début de page